# Rouffiac (Charente-Maritime)
Rouffiac is een gemeente in het Franse departement Charente-Maritime (regio Nouvelle-Aquitaine) en telt 375 inwoners (2004). De plaats maakt deel uit van het arrondissement Saintes.

## Geografie
De oppervlakte van Rouffiac bedraagt 5,9 km², de bevolkingsdichtheid is 63,6 inwoners per km².
De onderstaande kaart toont de ligging van Rouffiac (Charente-Maritime) met de belangrijkste infrastructuur en aangrenzende gemeenten.

## Demografie
Onderstaande figuur toont het verloop van het inwonertal (bron: INSEE-tellingen).